# Lou Leon Guerrero
Lourdes Aflague Leon Guerrero dite Lou Leon Guerrero, née le 8 novembre 1950, est une femme politique américaine. Membre du Parti démocrate, elle est gouverneure de Guam depuis 2019, la première femme à accéder à ce poste.

## Biographie
Né à Guam, Leon Guerrero est la fille de Jesus Sablan Leon Guerrero (1927-2002), fondateur de la Banque de Guam, et d'Eugenia Calvo Aflague Leon Guerrero. Elle a deux frères, Jesse et Anthony (1952-2005). Elle fréquente l'école secondaire de l'Académie Notre-Dame de Guam, puis déménage aux États-Unis pour étudier et travailler en Californie du Sud, où elle obtient des diplômes à l'université d'État de Californie à Los Angeles (licence en sciences infirmières, 1973) et à l'université de Californie à Los Angeles, à Los Angeles (maîtrise en santé publique en 1979).
Leon Guerrero travaille par la suite comme infirmière à l’UCLA Medical Center (en) de Santa Monica, en Californie, avant de retourner à Guam en 1980 pour travailler à l’hôpital Guam Memorial (en), dont elle finit par devenir directrice adjointe des soins infirmiers. Elle travaille ensuite à la clinique du Plan de santé familiale, dont elle est directrice des opérations entre 1990 et 1994.
En politique, Leon Guerrero officie comme sénatrice des 23e, 24e, 25e, 26e, 27e et 28e législatures de Guam. 
En février 2017, Leon Guerrero annonce officiellement sa candidature au poste de gouverneur de Guam. Elle choisit Josh Tenorio (en), vice-président de Guam Auto Spot, pour être son colistier lors des primaires démocrates. Le duo Leon Guerrero/Tenorio se confronte à 3 autres binômes démocrates : le binôme Aguon (en)/Limtiaco (en), le binôme Gutierrez/Bordallo et le binôme Rodriguez/Cruz. Il sort victorieux des primaires avec 32 % des suffrages. En novembre 2018, Leon Guerrero est élue première femme gouverneur de Guam après avoir battu le duo républicain Tenorio (en)/Ada aux élections générales (en) avec 50,7 % des suffrages. 